# Cryptophagus montanus
Cryptophagus montanus là một loài bọ cánh cứng trong họ Cryptophagidae. Loài này được C.Brisout de Barneville miêu tả khoa học năm 1863.